# Louis-Antoine de Bougainville
Louis-Antoine de Bougainville (Pariz, 12. studenog 1729. – Pariz, 31. kolovoza 1811.), francuski časnik, matematičar i viceadmiral, jedan od značajnijih pomoraca i istraživača 20. stoljeća, prvi Francuz koji je oplovio svijet (1766. – 1769.). Po njemu se zove pacifički otok Bougainville.

## Biografija
Bougainville je rođen u Parizu u aristokratskoj obitelji notara Pierrea-Yvesa de Bougainvillea, kao najmlađi od troje djece. Studirao je matematiku i pravo i postao odvjetnik. Ubrzo je napustio posao odvjetnika, i posvetio se matematici koja ga je više zanimala. Pod utjecajem d'Alemberta napisao je 1752. godine esej o integralima (Traité de calcul intégral, pour servir de suite à l’ “Analyse des infiniments-petits” de M. le marquis de l’Hôpital) kao dopunu traktatu Guillaume de l'Hôpitala Diferencijalna jednadžba (Des infiniment petits). Iduće godine pridružio se vojsci, kao kraljev mušketir, napustivši obećavajuću karijeru matematičara. Godine 1755. poslan je u London kao tajnik francuskog veleposlanika maršala Lévis-Mirepoixa. Na osnovu svog traktata, koji je objavljen 1754., primljen je 8. siječnja 1756. u londonsko Kraljevsko društvo (Royal Society).

### Ratovanje u Americi (Sedmogodišnji rat)
Kao kapetan draguna i ađutant generala Louisa de Montcalma poslan je 1756. u Novu Francusku (Kanada) gdje se aktivno borio protiv Britanaca u Sedmogodišnjem ratu (1756. – 1763.) Istaknuo se u zauzimanju Fort Oswega (14. kolovoza 1756.), te u uspješnoj opsadi Fort William Henryja (3. – 9. kolovoza 1757.).Bio je ranjen braneći Fort Carillon (1758.), zatim je otišao u Francusku po dodatnu pomoć. U Kanadu se vratio 1759. s odlikovanjem i činom pukovnika, ali bez potrebnih pojačanja. Sudjelovao je u obrani grada Quebeca, a zatim u obrani rijeke Saint Lawrence od britanskih pokušaja da ju prijeđu, i odsjeku komunikaciju s Montrealom. Zakasnio se pridružiti generalu Montcalmu u Bitci kod Abrahama, koja je završila francuskim porazom i pogibijom generala Montcalma 13. rujna 1759., te padom Quebeca (18. rujna) i zapečatila francusku sudbinu u Kanadi. Novi francuski zapovjednik Francois-Gaston de Levis povjerio mu je obranu jugoistoka. Pridružio se maršalu Chevalier de Lévisu na otočiću Saint Helen kraj Montreala, posljednjem francuskom uporištu u Kanadi prije kapitulacije 1761. godine.
Nakon kapitulacije vratio se u Francusku, i sudjelovao u mirovnim pregovorima s Britancima, koji su doveli do potpisivanja Pariškog mirovnog sporazuma (1763.) kojim je okončan Sedmogodišnji rat.

### Kolonizacija Falklanda
Odmah nakon potpisivanja mira s Britancima, Bougainville se prihvatio kolonizacije tada nenaseljenog Falklandskog otočja, o vlastitom trošku, ali u ime Francuske. Bougainville je 1763. osnovao prvo naselje, Port Saint Louis na Isočnom Falklandu. Otočje je nazvano Iles Malouines, jer su gotovo svi kolonisti bili iz grada Saint-Malo. Ta mala kolonija nikada nije prerasla broj od 150 stanovnika, tako da kad su narasle napetosti između Španjolske i Velike Britanije oko prava na otočje, francuskoj vladi nije teško pala odluka prodati otoke Španjolskoj 31. siječnja 1767. godine. 

### Plovidba oko svijeta
U Francusku se vratio 1766., radi pregovora o predaji Falklanda Španjolskoj. Istodobno je dobio dopuštenje od kralja Luja XV. oploviti Zemlju, ta ekspedicija trebala je vratiti Francuskoj samopouzdanje, nakon poraza u Kanadi. Bougainville je isplovio iz Nantesa s fregatom La Boudeuse 15. studenog, 1766., nakon završnih priprema u Brestu, 5. prosinca otisnuo se preko oceana prema južnoameričkoj la Plati. Usput je svratio na Falklande kako bi sudjelovao u službenoj primopredaji vlasti. Nakon tog je otplovio u Rio de Janeiro u koji je stigao 13. lipnja 1767., gdje mu se pridružio prateći brod L'Etoile,  na kojem je bio astronom, biolog i crtač Philibert Commerçon, koji je već u Brazilu otkrio novu biljku, koju je kasnije nazvao bugenvilija u čast zapovjednika ekspedicije.
Nakon isplovljavanja iz Rio de Janeira u srpnju, i kraćeg zadržavanja u Montevideu, tijekom studenog i prosinca 1767., preplovili su Mageljanov prolaz gdje je Commerçon opazio novu vrstu dupina, kojima je dao svoje ime Cephalorhynchus commersonii. Ekspedicija je istražila otočje Tuamotu 22. ožujka 1768. i Društvene otoke, doplovivši do Mehetia 2. travnja 1768. godine. Nakon toga su se iskrcali na Tahitiju, koji je Bougainville nazvao Nova Kitera neznajući da je Englez Samuel Wallis doplovio do Tahitija deset mjeseci ranije. Od Tahitija ekspedicija je nastavila plovidbu prema zapadu i doplovila do Samoe i Novih Hebrida. Od otočja Vanuatu zaplovio je na jug u potragu za legendarnim južnim kontinentom (Aristotelova Terra Australis Incognita) i skoro doplovio do Velikog koraljnog grebena 4. lipnja 1768., ali su ga veliki valovi spriječili krenuti dalje, i doći do Australije. Bougainville je zatim zaplovio prema sjeveroistoku pored Solomonskih Otoka, na koje se nije iskrcao zbog neprijateljski raspoloženih domorodaca i nastavio plovidbu do New Ireland-a, tu je ekspedicija napadnuta od strane lokalnih domorodaca, pa je nakon toga otplovila prema Molučkim otocima.Tu se u Bataviji sreo sa Samuelom Wallisom i Philipom Carteretom, koji su se također vraćali sa svog putovanja oko svijeta (1766. – 1769.). 
Bougainville je 16. ožujka 1769. završio svoj put oko svijeta, uplovivši u polaznu luku Saint-Malo. Njegova ekspedicija izvršila je niz vrijednih astronomskih zapažanja, što je omogućilo izradu točnijih pomorskih zemljovida. Ono što je bilo fascinantno je da je njegova pustolovina prošla uz malo ljudskih žrtava (za ono doba), izgubio je samo 7 ljudi od 200 članova posade.

### Knjiga Put oko svijeta
Bougainville je na osnovu doživljaja s putovanja, objavio knjigu Put oko svijeta (Voyage Autour du Monde) 1771.u kojoj je opisao Tahiti, kao neku vrstu zemaljskog raja, gdje ljudi još žive u sretnoj nevinosti, daleko od izopačene i korumpirane civilizacije.Ta knjiga je snažno utjecala na razvitak teorije o plemenitom divljaku (Bon sauvage) i na romantičarsku filozofiju, osobito Jean-Jacquesa Rousseaua prije Francuske revolucije.
Voltaire se toliko zanio knjigom da je počeo proučavati Tahiti, žalivši što zbog starosti ne može otploviti do otoka, a Denis Diderot je napisao Dopunu putovanja Bougainville u kojoj je naglašavajući običaje Nove Kitere, iznio oštru kritiku europskog načina života. O njegovoj knjizi, raspravljalo se i na pruskom dvoru u Berlinu, a ruska carica Katarina Velika toliko je bila oduševljena knjigom da je htjela Charlesa de Nassau-Siegena, jednog od protagonista te ekspedicije postaviti za admirala svoje mornarice. 

### Američki rat za neovisnost
Nakon slave koju mu je donijela ekspedicija, postavljen je za kraljevog tajnika 1772. godine, nakon toga je otplovio na brodu Guerrier u Ameriku s kojim je sudjelovao u Američkom ratu za neovisnost (1778. – 1779.). Vratio se na kratko u Europu i oženio s Marie-Joséphine de Longchamps-Montendre, a nakon toga ponovno otišao u Ameriku 1781. i sudjelovao u presudnoj pomorskoj bitci u zaljevu Chesapeake.

### Posljednje godine i smrt
U veljači 1789. primljen je u članstvo Francuske akademije znanosti (Académie des Sciences).
Ostao je vjeran kralju za revolucije 1790. i postao zapovjednik flote u Brestu, ali je 1791. umirovljen kao viceadmiral, jer nije uspio ugušiti pobunu u mornarici. Nakon toga se 1792. definitivno povukao iz mornarice, i otišao živjeti na svoje imanje u Normandiju, gdje se posvetio istraživanjima i vrtlarstvu.
Uhićen je u doba revolucionarnog terora, ali je pušten nakon pada Robespierra 1795. godine. Nakon toga je odabran za redovitog člana tek osnovanog Institut de France, gdje je postao potpredsjednik 1807. i predsjednik u 1808. Napoleon ga je imenovao senatorom 1799., a godine 1804. dobio je orden Legije časti, te 1808. godine postao grof Francuskog Carstva.
Bougainville je kao udovac umro u Parizu 31. kolovoza 1811., ostavljajući tri sina (Hyacintha, Alphonsa i Adolpha). Srce mu je pokopano na Montmartru, a tijelo u Panteonu.

## Vanjske poveznice
- Louis Antoine de Bougainville na portalu Dictionary of Canadian Biography Online
- Louis-Antoine de Bougainville na portalu Encyclopædia Britannica